# 西名寄站

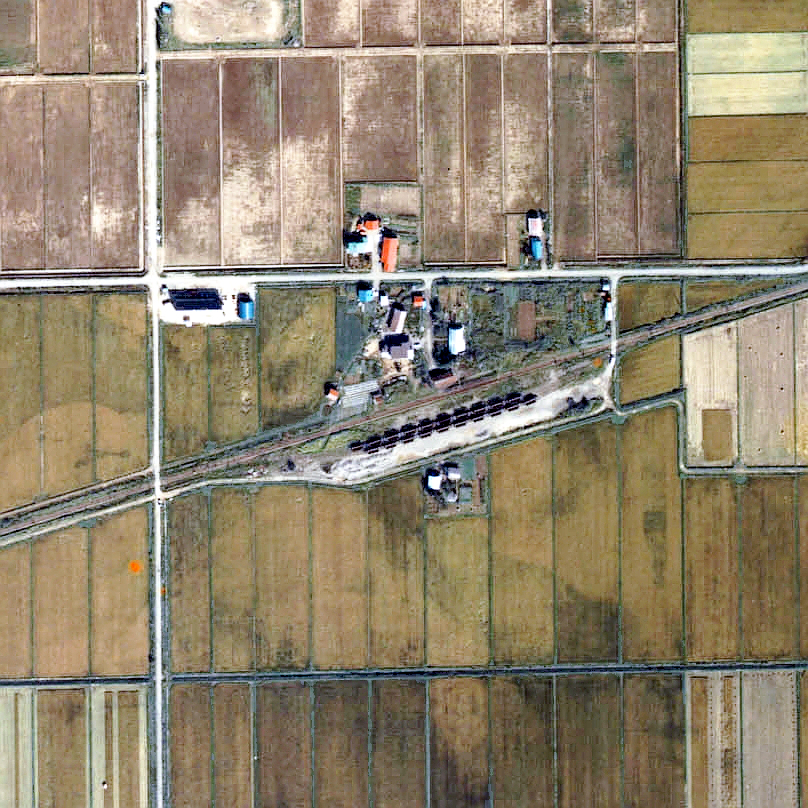
1977年的西名寄站方圓約500米範圍。右邊是名寄方向。圖中可看見貨物專用側線。

西名寄站（日语：／ Nishi-nayoro eki */?）是位於北海道名寄市字曙，北海道旅客鐵道（JR北海道）的深名線車站（廢站）。隨著深名線廢線，車站在1995年（平成7年）9月4日廢除。
在車站廢除前，下行（名寄方向）只有2班，上行（朱鞠內方向）只有1班，班次十分少。

## 歷史
- 1937年（昭和12年）11月10日 - 鐵道省名雨線名寄站至初茶志內站（後來名為天鹽彌生站）之間開通。當時為一般車站。
- 1941年（昭和16年）10月10日 - 路線改名為深名線全線開通。
- 1949年（昭和24年）6月1日 - 日本國有鐵道成立，成為日本國有鐵道車站。
- 1960年（昭和35年）9月15日 - 結束處理貨物和行李。
- 1961年（昭和36年）4月1日 - 成為無人站。
- 1987年（昭和62年）4月1日 - 伴隨國鐵分割民營化，車站由北海道旅客鐵道（JR北海道）營運。
- 1995年（平成7年）9月4日 - 深名線全線廢除，此站也廢除。

## 車站構造
截至車站廢除前，車站是一座地面車站，設有1面1線的單式月台。月台位於路軌北邊（名寄方向的列車會開啟左邊車門）。站內沒有轉轍器。曾經設有2面2線的相對式月台，當時可進行列車交會。後來列車交會設備廢除後把一條路軌撤走。本線設有路軌分支，連接南邊的三條貨物側線。該貨物側線用作搬運木材。截至1983年（昭和58年）4月，還有兩條側線，後來在1993年（平成5年）前撤走。
此站是無人車站，在有人車站時代把車站大樓翻新。車站大樓位於站內北邊，鄰接西邊的月台。車站大樓在無人化後縮小，只剩下候車室部分（截至1983年（昭和58年）的情況）。

## 使用狀況
- 在1992年度（平成4年度），1日的上下車人次為2人[1]。

## 車站周邊
車站周邊較少民居，周邊為休耕地。
- 北海道道798號西風連名寄線
- 天鹽川[3]
- JR北海道巴士深名線（日语：深名線 (ジェイ・アール北海道バス)）「稻川商店前」巴士站

## 現況
截至2000年（平成12年），所有設施已經撤走，變成空地。截至2011年（平成23年），遺址建設了「上川白米總站」的物流中心倉庫，在倉庫前方設置了停車場接近標識。此外，站名牌（與天鹽彌生站的站名牌）的複製品保存在名寄市的「名寄市北國博物館」，該處也保存了Kimaroki編成。

## 相鄰車站
北海道旅客鐵道（JR北海道）
深名線
天鹽彌生－西名寄－名寄

## 注腳
1. 1 2 3 4 5  書籍《JR・私鉄全線各駅停車1 北海道630駅》（小學館，1993年6月發行）77頁。
2. 1 2 3  書籍《国鉄全線各駅停車1 北海道690駅》（小學館，1983年7月發行）206頁。
3. ↑  書籍《北海道道路地図 改訂版》（地勢堂，1980年3月發行）15頁。
4. ↑  書籍《鉄道廃線跡を歩くVII》（JTB出版，2000年1月發行）36頁。
5. ↑  書籍《北海道の鉄道廃線跡》（著：本久公洋，北海道新聞社，2011年9月發行）181頁。